# 헨리 몰래슨
헨리 구스타프 몰래슨(영어: Henry Gustav Molaison, 1926년 2월 26일 ~ 2008년 12월 2일)은 뇌전증을 치료하기 위해서 수술적으로 해마를 포함한 내측측두엽이 제거된 미국의 기억장애 환자 H. M.으로 전부터 이미 알려져 있었다. 그는 1957년 말부터 그가 죽을 때까지 그는 광범위하게 연구가 되었다. 그의 경우는 뇌 기능과 기억 사이의 링크를 설명하는 이론 발달과 뇌인지심리학의 발달, 뇌의 구조와 기능이 특정 심리적 과정과 관한 이해를 목표로 하는 심리학의 한 지점에 매우 중요한 역할을 하였다. 그가 죽기 전에, 그는 코네티컷주 윈저 락스에 위치한 관리기관에 살면서 지속적으로 조사가 되었다. 그의 뇌는 지금 2009년 12월 4일에 조직학적으로 슬라이스되어 미국 샌디에이고에 있다.

## 전기
헨리 몰래슨은 1926년 2월 26일에 태어나 일곱 살에 자전거 사고로 기인된 조절이 안되는 뇌전증로 인해서 고통을 받았다. 이 사고가 처음에는 9살에 발생한 것으로 보고가 되었었는데, 나중에 그의 어머니에 의해서 교정이 되었다. 그는 부분 발작으로 인해 몇 년동안 고통을 받았고, 그 후의 16살 생일 때부터는 심한 간헐적 발작을 수반하는 뇌전증로 인해 고통을 받았다. 1953년에 신경외과의사인 윌리엄 스코빌의 말에 따라 하트포드 병원에서 치료를 받게 되었다.
스코빌은 몰래슨의 뇌전증이 그의 좌우 내측측두엽에 집중되어 있음을 보고, 내측측두엽의 수술적인 절제를 제안하게 된다. 1953년 9월 1일 양쪽의 내측측두엽의 절제는 해마 형성과 편도복합체와 내후각피질의 인접구조를 포함하여 제거되었다.
수술 후, 일차적인 목표였던 뇌전증을 조절하는데는 성공하지만, 그는 심한 순행성 기억 상실로 고통받았다. 비록 그의 작업 기억이나 절차 기억은 괜찮았지만, 그는 새로운 사건을 명시적 기억으로 전환하지 못했다. 어떤 과학자들에 의하면, 몰래슨이 새로운 의미 지식을 형성하는 능력이 손상되었다고도 하고, 또 다른 연구자들은 장애의 정도에 대해서 주장을 한다. 그는 또한 역행성 기억 상실로 인해 어느 정도 고통을 받았는데, 수술 전 1-2년 동안의 일들은 물론, 최대 11년전의 일도 기억할 수 없었는데, 이것은 그의 기억상실증이 시간적으로 변하는 것을 의미한다. 그러나 그의 장기 절차 기억을 형성하는 능력은 그대로였다. 예를 들어 새로운 동작 능력을 배우는 것, 배운 것을 기억을 못하는 것 등이다.
이 케이스는 1957년에 처음으로 스코빌과 브렌다 밀너에 의해 논문에 보고되었다. 그의 인생의 말년에는 몰래슨은 정기적으로 크로스 퍼즐을 채워갔다. 그는 1953년 초반의 지식을 참고한 단서로 답을 채울 수 있었다. 1953년 후반의 정보는 그가 오래된 기억을 새로운 기억으로 수정할 수 있었다. 예를 들어 그는 조너스 소크에 대한 기억을 소아마비의 기억을 수정함으로써 추가할 수 있었다. 그는 2008년 12월 2일에 사망했다.

## 기억 형성에 인사이트
몰래슨은 기억 장애와 기억 상실에 대한 지식 제공에 영향을 준 것 뿐 아니라, 정확한 뇌 수술에 따르는 뇌 특정 지역이 기억 형성에 발생하는 가상 프로세스를 연결하는 것에 대한 좋은 이해를 제공했다. 이러한 방법으로, 그는 뇌병리에 대한 정보를 제공했고, 정상 기억 기능의 이론 형성에 도움이 되었다.
특히, 그는 단기기억과 절차기억을 다시 요구하는 능력은 완수하는 능력은 있었지만 장기 삽화 기억은 그렇지가 않아서 기억을 불러오는데는 기억 시스템이 뇌의 서로 다른 영역에 의해서, 적어도 부분적으로 중재한다는 것을 시사한다. 비슷하게 그는 수술 전의 장기기억들은 존재하지만, 새로운 장기기억을 만드는 것은 못하였고, 이것은 장기기억 정보의 인코딩과 검색도 다른 시스템에 의해 중재되고 있음을 시사한다.
그럼에도 불구하고 1990년대 후반 몰래슨의 뇌 이미지는 손상의 정도가 전에 이론을 차지했던 것보다 더 커져있었는데, 이것은 H. M.의 장애의 원인이 어느 지역에 있는지 알기 어렵게 만든다.

## 과학의 기여도
몰래슨의 연구는 인간의 기억의 조직을 이해하는데 큰 기여를 했다. 오래된 이론을 거부하고 인간의 기억의 새로운 이론의 형성에 광범위한 증거를 제공하였는데, 특히 기본적인 신경 구조와 프로세스에 더욱 그러했다. 다음에서 주요 인사이트에 대해서 설명되어 있다.
몰래슨의 뇌는 Dana재단과 국립과학재단(National Science Foundation)에서 지원을 받는 전례없는 해부학 연구이다. 연구는 미국 산디에이고에 있는 뇌관측연구소(Brain Observatory)의 이사인 야코포 아네스가 이끌고, 뇌 전체에 대해서 미세한 조사를 하고, 몰래슨의 기억장애의 신경학적인 기초를 밝혀낼 것이다. 2009년 12월 4일 아네스의 그룹은 2개의 손상된 슬라이스와 16개의 잠재적으로 문제가 있는 2401개의 뇌 슬라이스를 얻었다. 이 그룹은 현재 프로젝트의 두 번째 단계를 계획하고 있다.

## 기억 상실증
몰래슨의 일반적인 상태는 심한 순행성 기억 상실증와 시간적인 퇴행성 기억상실증을 가지고 있었다. H.M은 새로운 사건이나 새로운 의미있는 지식의 새로운 장기기억을 형성하지 못했다.- 그는 기본적으로 그 시대에 머물러 있었다. 그렇기 때문에 HM은 수술전에 기억에는 장애가 없었고, 내측 측두엽의 제거는 그의 기억장애의 원인이었다. 결과적으로 내측 측두엽은 의미기억과 삽화 장기 기억의 형성하게 하는 중요한 구조물이라는 것이 가정되었다. 이러한 가정에 대한 더 자세한 증거는 내측 측두엽 구조에 병변이 있는 환자들에게서 확인이 되었다.
그의 기억상실증상에도 불구하고, 몰래슨은 지능 검사에서는 지극히 정상이었는데, 이것은 어떤 기억 능력은 수술에 의해서 손상되지 않았음을 의미한다. 그러나 문장 수준의 언어 이해 및 생산을 위해 몰래슨은 기억에서와 같은 장애를 보였다. 몰래슨은 짧은 간격의 시간의 정보를 기억하는 것이 가능했다. 이것은 방금 전에 보여준 단어를 바로 기억하는 작업기억실험으로 테스트 하였다.; 사실, 그는 정상사람들과 비교했을 때 심하게 나쁘거나 하지 않았다. 이러한 발견은 작업기억은 중앙측두엽 구조물에 의존하지 않는다는 증거를 제공했다. 이것은 단기기억과 장기기억이 일반적으로 다르다는 것을 지지해 준다. 몰래슨의 대부분 단어 검색은 어휘메모리가 중앙측두엽 구조물이 독립적이라는 증거를 제공한다.

## 운동 기술 교육
게다가 그의 작업기억과 지능뿐 아니라, 몰래슨의 새로운 운동 기술의 습득에 관한 연구는 운동 교육이 보존되는 것을 증명했다. 이 연구는 1960년대 초반에 밀너에 의해서 실시 되었는데, 몰래슨은 거울에 반사된 그림을 보고 그리는 새로운 기술을 획득할 수 있었다. 운동 교육의 추가 증거는 Corkin에 의해 수행된 연구에 의해 제공이 되었다. 이 연구에서 몰래슨은 세가지의 다른 운동 교육 직무를 시험하였고, 이 세 직무에서 운동교육이 모두 되는 것을 증명하였다. 특정 문제 해결 절차를 배울 수 있는 그의 능력은 Tower of Hanoi task에 의해서도 보였다.
반복 프라이밍을 포함하는 실험은 암시적 기억을 요구되는 몰래슨의 능력을 강조하는데, 이와 대조적으로 그의 장애는 새로운 명시적 의미와 삽화 기억을 요구된다. 이러한 발견은 기억의 기술과 반복적인 프라이밍은 사실과 삽화 기억보다 다른 신경 구조물에 의존하는 증거를 제공한다.; 절차기억과 반복 프라이밍은 몰래슨이 제거된 중앙측두엽 구조물에 의존하지 않는다.
몰래슨의 암시적 교육 능력과 명시적 교육능력이 근본적인 신경 구조를 따라 연결되어 있지 않다는 것인 사람의 기억을 이해하는데 중요한 기여를 했다.: 장기 기억은 하나가 아니고, 선언적 또는 비선언적으로 나뉜다.

## 공간 기억
Corkin에 따르면, 몰래슨의 기억 능력 실험은 또한 공간기억과 공간 정보의 프로세스를 처리하는 신경 구조에 대한 인사이트를 제공한다. 그의 새로운 삽화와 사실적인 장기 기억 형성 일반적인 장애와 특정 공간 기억 시험의 심한 장애에도 불구하고 몰래슨은 그가 거주 지형의 레이아웃의 매우 상세한 지도를 그릴 수 가 있었다. 이것은 몰래슨이 수술한 후 5년 후에 이사를 갔기 때문에 놀라운 발견이다. 따라서 그의 심한 순행성 기억 상실증과 인사이트와 같은 다른 케이스는 일반적인 기대는 정밀한 기억의 획득에 장애가 있는 것이다. Corkin은 몰래슨이 방에서 방으로 매일 움직인 결과로 자신의 집의 공간 레이아웃의 인지 지도를 구축할 수 있었다고 가정했다.
기본 신경 구조에 관해서 Corkin은 평면 계획을 획득하는 몰래슨의 능력은 부분적으로 공간 과정 네트워크의 본래 구조 때문이라고 주장한다. 그 외에도 지형 메모리, 몰래슨은 사진 암기 인식 작업뿐 아이라 유명인 얼굴 인식 작업에서도 학습을 보여준다. 하지만 후자에서는 음소 단서를 제공하는 경우에서만 보여주었다. 사진 인식 작업에 대한 몰래슨의 긍정적인 실행은 그의 여분의 후각주위피질 때문이지 않을까 생각된다.
더욱이 Corkin은 몰래슨의 새로운 선언적 기억을 만드는 일반적인 장애에도 물구하고, 그는 공공 생활에 관한 작고 충분치 정보를 획득할 수 있는 것처럼 보였다. 이러한 발견은 의미와 인식 기억의 몰래슨의 여분의 해마 외부 지역의 중요성과 우리의 이해를 발전하기 위한 다른 내측 측두엽 구조와 상호관계 강조한다. 몰래슨의 특정 공간 작업에 대한 심한 장애는 해마와 공간 기억의 관련성에 대해 더욱 증거 제공한다.

## 기억 통합
인간의 기억의 이해에 대한 몰래슨의 또 다른 기여는 안정적인 장기기억 형성 역할을 하는 기억 통합 과정의 신경구조와 관련있다. 몰래슨은 다음과 같이 "어린 시절의 기억을 여전히 할 수 있지만, 수술 받기 전을 기억하기가 어렵다"는 시간적인 퇴행성 기억상실증을 보였다. 그의 오래된 기억은 장애가 없는 반면 비교적 수술 가까이의 기억에는 장애가 있었다. 이것은 오래된 어린 시절 기억은 내측 측두엽에 의한 것이 아님을 말해주고, 반면 비교적 가까운 장기기억은 내측 측두엽에 의한다. 수술로 제거된 중앙측두엽 구조물은 기억 통합에 수반된다고 가정된다. "내측 측두엽과 다양한 측면의 대뇌피질부의 상호작용은 경험의 피질 표현 사이에 천천히 직접적인 링크를 형성함으로써 내측 측두엽 밖에 기억을 저장하는 것으로 생각된다."

## 같이 보기
- 피니어스 게이지